# Ред-Лодж (Монтана)
Ред-Лодж (англ. Red Lodge) — місто (англ. city) в США, в окрузі Карбон штату Монтана. Населення — 2257 осіб (2020).

## Географія
Ред-Лодж розташований за координатами 45°11′38″ пн. ш. 109°14′59″ зх. д. / 45.19389° пн. ш. 109.24972° зх. д. (45.193752, -109.249777).  За даними Бюро перепису населення США в 2010 році місто мало площу 7,26 км², уся площа — суходіл.

### Клімат
| Клімат : Ред-Лодж                  | Клімат : Ред-Лодж | Клімат : Ред-Лодж | Клімат : Ред-Лодж | Клімат : Ред-Лодж | Клімат : Ред-Лодж | Клімат : Ред-Лодж | Клімат : Ред-Лодж | Клімат : Ред-Лодж | Клімат : Ред-Лодж | Клімат : Ред-Лодж | Клімат : Ред-Лодж | Клімат : Ред-Лодж | Клімат : Ред-Лодж |
| Показник                           | Січ.              | Лют.              | Бер.              | Квіт.             | Трав.             | Черв.             | Лип.              | Серп.             | Вер.              | Жовт.             | Лист.             | Груд.             | Рік               |
| Абсолютний максимум, °C            | 21,1              | 21,1              | 22,2              | 26,7              | 31,1              | 35,6              | 38,3              | 35,6              | 33,3              | 30,0              | 26,7              | 21,7              | 38,3              |
| Середній максимум, °C              | 1,2               | 3,0               | 6,6               | 11,5              | 16,6              | 22,1              | 26,2              | 26,2              | 20,3              | 13,7              | 5,4               | 1,9               | 12,9              |
| Середня температура, °C            | −5                | −3,1              | 0,3               | 4,8               | 9,7               | 14,4              | 17,9              | 17,7              | 12,4              | 6,8               | −0,6              | −4,2              | 6,0               |
| Середній мінімум, °C               | −11,2             | −9,2              | −6,1              | −1,9              | 2,8               | 6,7               | 9,6               | 9,2               | 4,4               | −0,2              | −6,6              | −10,3             | −1                |
| Абсолютний мінімум, °C             | −38,9             | −41,1             | −34,4             | −23,3             | −13,9             | −3,9              | −1,1              | −5,6              | −13,3             | −25               | −31,7             | −41,1             | −41,1             |
| Норма опадів, мм                   | 33                | 27                | 58                | 73                | 101               | 65                | 43                | 35                | 54                | 52                | 35                | 29                | 605               |
| ---------------------------------- | ----------------- | ----------------- | ----------------- | ----------------- | ----------------- | ----------------- | ----------------- | ----------------- | ----------------- | ----------------- | ----------------- | ----------------- | ----------------- |
| Джерело: NOAA (normals, 1971–2000) |                   |                   |                   |                   |                   |                   |                   |                   |                   |                   |                   |                   |                   |

## Демографія
Згідно з переписом 2010 року, у місті мешкало 2125 осіб у 1082 домогосподарствах у складі 513 родин. Густота населення становила 293 особи/км².  Було 1675 помешкань (231/км²).
Расовий склад населення:
| - 96,3 % — білих - 0,6 % — корінних американців - 0,4 % — чорних або афроамериканців - 0,3 % — азіатів - 0,1 % — вихідців з тихоокеанських островів |

До двох чи більше рас належало 1,6 %. Частка іспаномовних становила 1,9 % від усіх жителів.
За віковим діапазоном населення розподілялося таким чином: 16,8 % — особи молодші 18 років, 63,4 % — особи у віці 18—64 років, 19,8 % — особи у віці 65 років та старші. Медіана віку мешканця становила 47,3 року. На 100 осіб жіночої статі у місті припадало 97,7 чоловіків;  на 100 жінок у віці від 18 років та старших — 95,4 чоловіків також старших 18 років.
Середній дохід на одне домашнє господарство  становив 53 625 доларів США (медіана — 42 500), а середній дохід на одну сім'ю — 68 796 доларів (медіана — 56 979). Медіана доходів становила 47 115 доларів для чоловіків та 31 635 доларів для жінок. За межею бідності перебувало 20,6 % осіб, у тому числі 42,1 % дітей у віці до 18 років та 18,8 % осіб у віці 65 років та старших.
Цивільне працевлаштоване населення становило 1124 особи. Основні галузі зайнятості: мистецтво, розваги та відпочинок — 19,6 %, освіта, охорона здоров'я та соціальна допомога — 17,4 %, науковці, спеціалісти, менеджери — 11,2 %, будівництво — 8,5 %.